# Bell 407
Bell 407 – jednosilnikowy śmigłowiec wielozadaniowy produkcji Bell Helicopter Textron. Używany jest zarówno w lotnictwie cywilnym, jak i wojskowym na całym świecie w różnego rodzaju konfiguracjach.

## Historia
Bell 407 został zaprojektowany jako maszyna wielozadaniowa mająca realizować różnorakie zadania na rzecz operatorów cywilnych, służb porządkowych i wojska. Przy zachowaniu ogólnego układu konstrukcyjnego, wywodzącego się ze śmigłowca Bell 206 Long Ranger, powstała całkowicie nowa konstrukcja.
Proces certyfikacji śmigłowca rozpoczął się w lutym 1996 roku. W tym samym roku śmigłowiec uzyskał certyfikat FAA i rozpoczęła się produkcja seryjna. Rok od rozpoczęcia produkcji seryjnej, w roku 1997 wyprodukowano 140 maszyn, zaś tysięczny egzemplarz Bell 407 trafił do klienta w czerwcu 2010 roku. Do końca 2017 roku wyprodukowano ponad 1400 egzemplarzy.

## Konstrukcja
Bell 407 jest rozwojową wersją śmigłowców serii Bell 206L Long Ranger. Od swojego pierwowzoru odróżnia się powiększoną o 18 centymetrów kabiną, co poprawia ergonomię pracy załogi w stosunku do mniejszych maszyn z rodziny 206. Kolejna zmiana to nowe, czteropłatowe śmigło wykonane z materiałów kompozytowych. W konstrukcji płatowca wykorzystano materiały kompozytowe, m.in. belka ogonowa została wykonana z tworzyw sztucznych, co umożliwiło uzyskanie większej wytrzymałości struktury kadłuba, jednocześnie zmniejszając masę maszyny. Zastosowano nowy silnik Rolls-Royce Alisson 250-C47 o mocy 643 kW. Zastosowana jednostka ma możliwość zmontowania cyfrowego układu sterowania silnikiem FADEC. System ten montowany jest od wersji GX i nowszych.

## Wersje
Wersje produkcyjne śmigłowca Bell 407:
- Bell 407 – podstawowa, wielozadaniowa wersja cywilna;
- Bell 407 Light Observation Helicopter – wojskowa wersja rozpoznawcza;
- Eagle 407 HP – wersja z mocniejszym silnikiem Honeywell HTS900, przeznaczona na rynek kanadyjski;
- Bell 407AH – wersja dla formacji rządowych i ochronnych;
- Bell 407GX – wersja z szklanym kokpitem Garmin G1000;
- Bell 407GT – uzbrojona wersja GX;
- Bell 407GXP – wersja z silnikiem Rolls-Royce 250-C47B/8 i awioniką Garmin G1000H;
- Bell 407GXi – wersja z silnikiem Rolls-Royce 250-C47E/4 i awioniką G1000H NXi.

Na bazie śmigłowca Bell 407 powstał wojskowy śmigłowiec rozpoznawczy Bell ARH-70.

## Użytkowanie w policji na świecie
Obecnie Policje na świecie wykorzystują około 130 sztuk Belli-407GXi. Największą liczbą egzemplarzy może pochwalić się Amerykańska Policja która posiada 30 sztuk. Polska Policja jak i Kolumbijska posiadają po 7 takich maszyn.
Takie Belle wyposażone są w System Obserwacji Lotniczej ze specjalną głowicą optoelektroniczną, system rejestracji i transmisji obrazu oraz sterowanym reflektorem. Dzięki czemu funkcjonariusze mogą skutecznie kierować akcją czy operacją monitorując sytuację w czasie rzeczywistym z perspektywy śmigłowca.

## Galeria

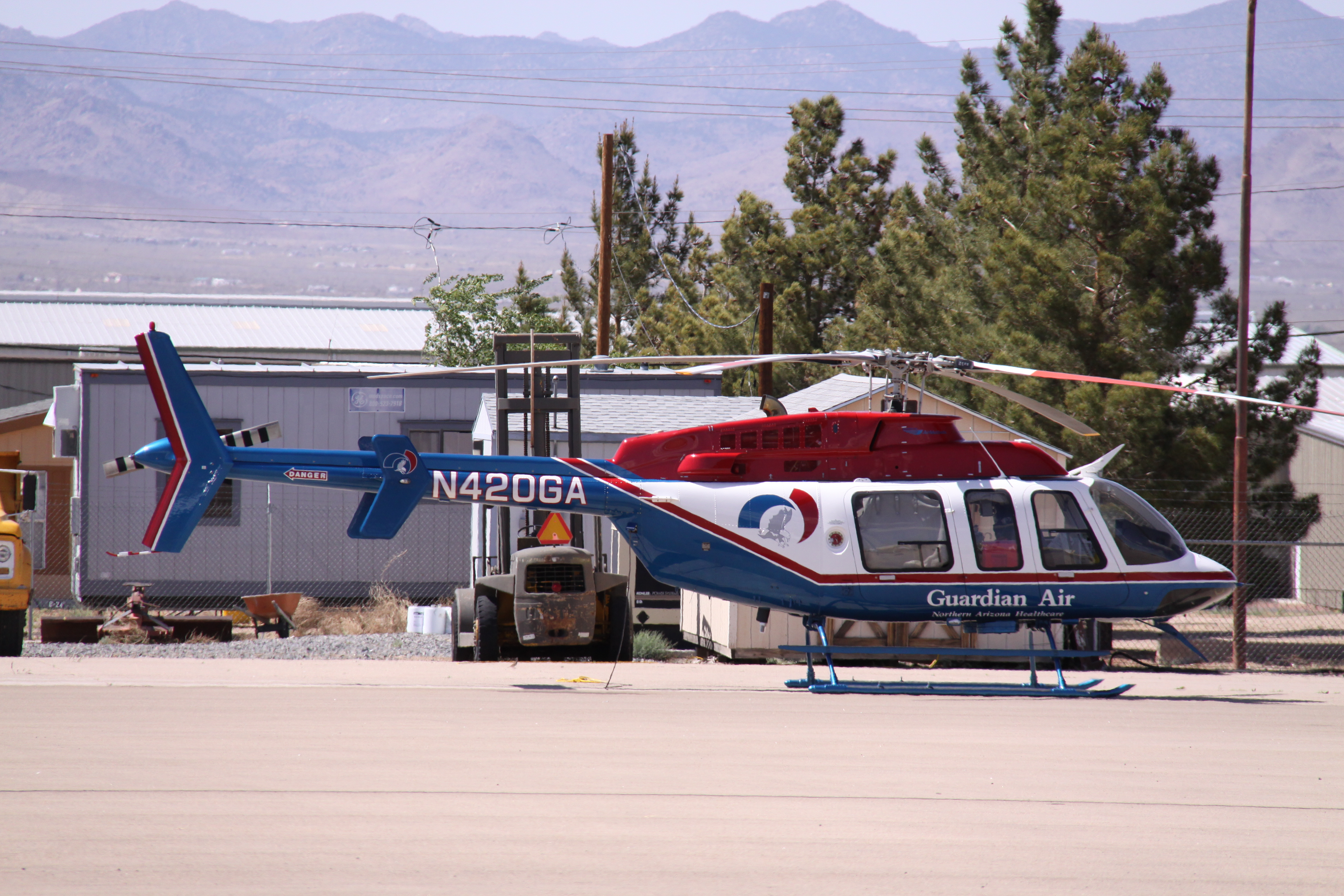
Bell 407 linii Guardian Air.
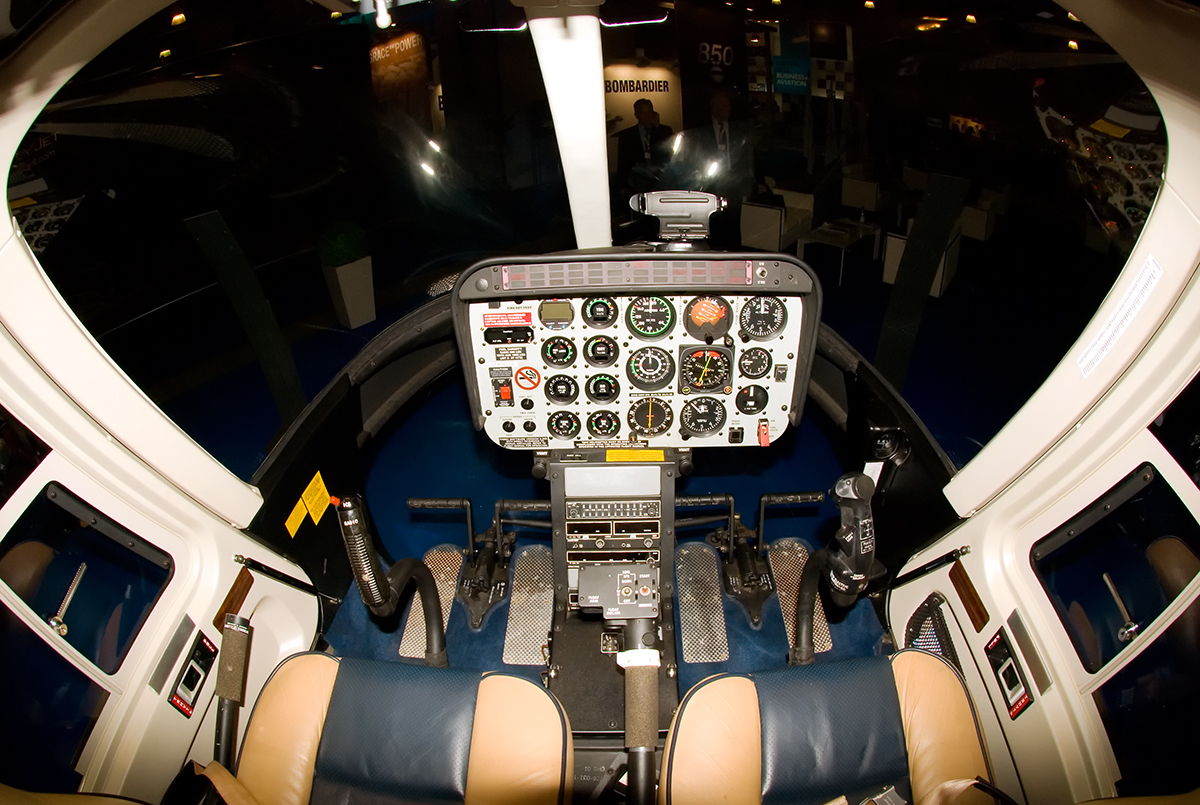
Kokpit wersji podstawowej.
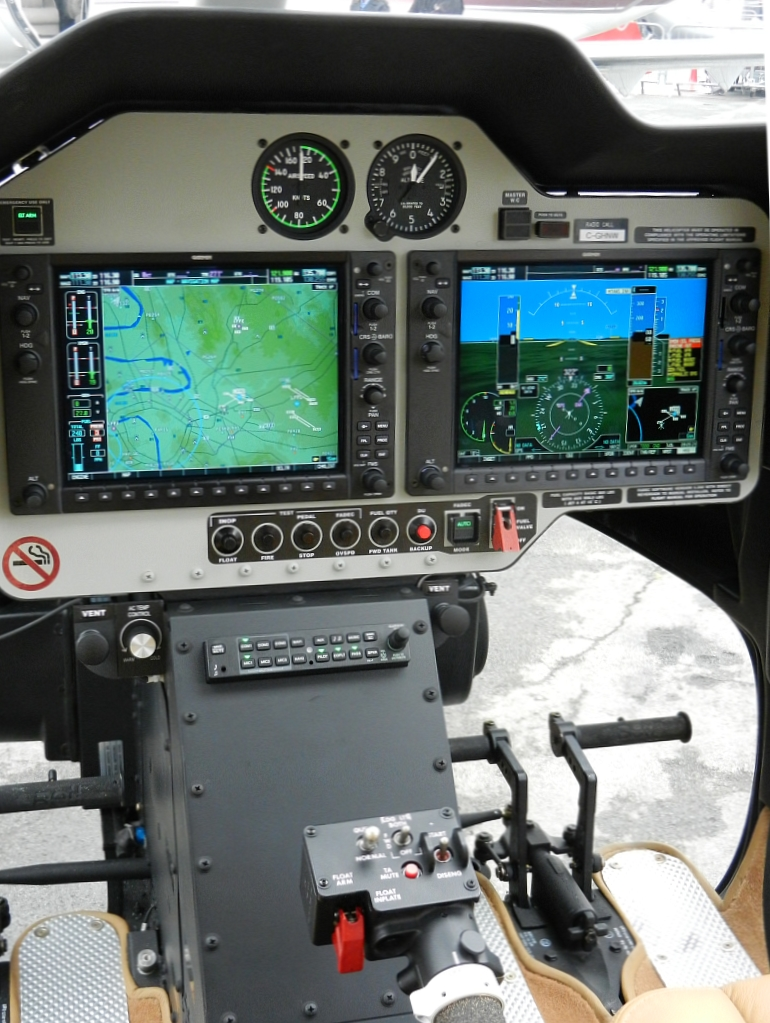
Kokpit w wersji Bell 407GX z awioniką Garmin.
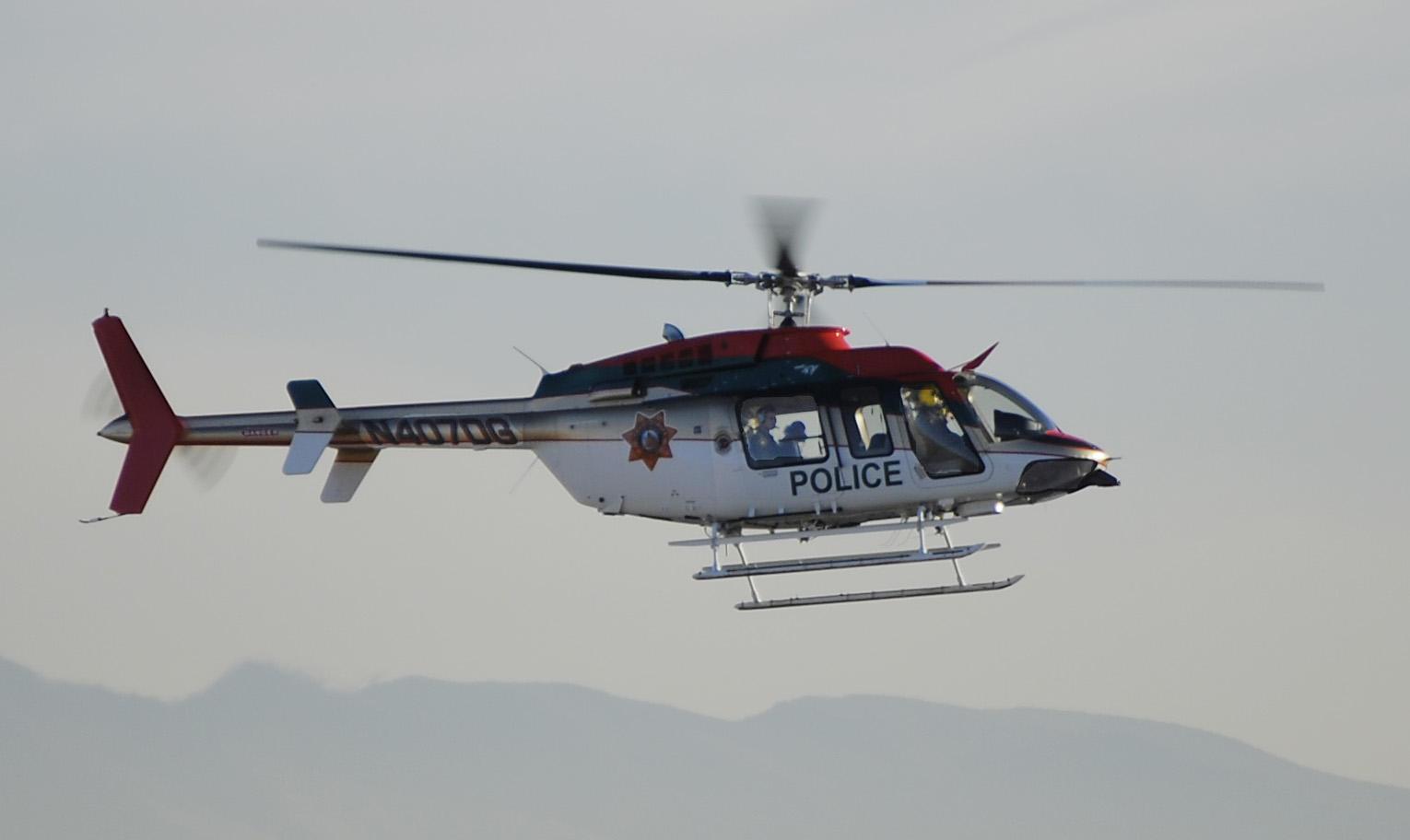
Bell 407 policji w Las Vegas.